# Pistolet maszynowy MCEM-2
MCEM-2 (Machine Carbine Experimental Model 2) – pierwszy pistolet maszynowy z zamkiem teleskopowym opracowany w 1944 roku w Wielkiej Brytanii przez polskiego inż. Jerzego Podsędkowskiego. Rozwiązania wykorzystane w nim (zamek teleskopowy, zasilanie z magazynka w uchwycie) czynią go protoplastą wielu współczesnych pistoletów maszynowych, m.in. izraelskiego Uzi.

## Historia
Pod koniec II wojny światowej rząd brytyjski wyraził zapotrzebowanie na wprowadzenie do armii nowej broni lepszej niż skonstruowane w pośpiechu po ewakuacji Dunkierki pistolety maszynowe Sten. Wszyscy potencjalni następcy otrzymywali oznaczenie „Machine Carbine Experimental Model” (MCEM) oraz numer serii.
Jedną z konstrukcji, które stanęły do konkursu War Office w 1947 roku, był konstruowany od 1944 MCEM-2 pomysłu Podsędkowskiego. Była to kompaktowa broń z magazynkiem umieszczonym w chwycie pistoletowym. Najbardziej nowatorskim zespołem MCEM-2 był zamek. Miał on kształt półcylindra o długości 216 mm obejmującego lufę, w którego tylnej części znajdowała się iglica i wyciąg. Dzięki takiej konstrukcji zamka i gniazda magazynka możliwe było zmniejszenie całkowitej długości broni. 
MCEM-2 nie miał integralnej kolby, jej rolę pełniła kolbo-kabura z obciągniętego brezentem stalowego kątownika. Broń pozbawiona była uchwytu napinania zamka. Zamiast niej w przedniej części komory zamkowej umieszczono wycięcie, dzięki któremu można było odciągnąć go palcem.
Konstrukcja Podsędkowskiego zmagała się z nadmierną szybkostrzelnością, a z powodu swojej małej masy wpadała także podczas strzelania seriami w drgania. Ta wada sprawiła, że stracił szanse na wprowadzenie do uzbrojenia, a następcą Stena został bardziej konwencjonalny Sterling.